# Талваш, Николай
Николай Талваш (ум. 25 сентября 1598) — государственный и военный деятель Великого княжества Литовского, каштелян минский (1566—1570) и жемайтский (1570—1588), маршалок надворный литовский (1588—1596), каштелян трокский (1596—1598). Староста динабургский (1577), тиун биржанский (1577) и староста радуньский (1581).

## Биография
Представитель литовского шляхетского рода Талваш герба «Лебедь». Сын Станислава Талваша. Участвовал в чине полковника в Ливонской войне с Русским государством, вначале под командованием гетмана польного литовского, князя Романа Фёдоровича Сангушко, затем гетманов великих литовских Григория Ходкевича и Николая Радзивилла Рыжего.
В 1565 году Николай Талваш был отправлен Яном Иеронимовичем Ходкевичем с частью литовской армии в Ливонию, где участвовал в военных действиях против шведов. В битве под Киремпе разгромил 6-тысячное шведское войско, взял 400 пленников и несколько знамён. В марте 1566 года получил должность каштеляна минского, в 1570 году стал каштеляном жемайтским. В 1570 года ездил с польско-литовским посольством в Москву, где заключил трёхлетнее перемирие с Русским государством. В 1588 году Николай Талваш был назначен маршалком надворным литовским, а 12 февраля 1596 года стал каштеляном трокским.
Его сын Адам Талваш (ум. 1628) также был каштеляном жемайтским и старостой динабургским. Яна Талваш, дочь Адама, стала женой каштеляна минского и старосты жемайтского Яна Альфонса Ляцкого (ум. 1646).
В 1573 году подтвердил избрание Генриха Валуа королём польским и великим князем литовским.